# Château du Plessis-Grimoult
Le château du Plessis-Grimoult est un ancien château à motte, de la fin du Xe ou du début du XIe siècle, dont les vestiges se dressent sur le territoire de l'ancienne commune française du Plessis-Grimoult, dans le département du Calvados, en région Normandie.

## Localisation
Les ruines du château sont situés à 100 mètres au nord-ouest de l'église Saint-Étienne du Plessis-Grimoult, au sein de la commune nouvelle des Monts d'Aunay dans le département français du Calvados.

## Historique
Grimoult, seigneur du Plessis, baron félon, en 1046, fit partie du complot visant à assassiner Guillaume le Bâtard. Son château lui est confisqué en 1047, à la suite de la bataille de Val-ès-Dunes, et laissé à l'abandon depuis cette époque.

## Description
Il subsiste du site castral typique du Xe siècle, une enceinte circulaire où s'ouvrait une porte fortifiée dans une tour à usage de donjon. La motte circulaire, avec deux basses cours séparées par un fossé, à un diamètre de 50 mètres à la base et de 36 mètres au sommet de la plate-forme.
Le site a été exploré entre 1967 et 1971 par l'archéologue Élisabeth Zadora-Rio. Trois phases de construction ont été mises en évidence :
1. La première correspond à la présence d'un habitat rural dès le milieu du Xe siècle.
2. Cet ensemble primitif est ceint, vers l'an mille, d'une légère enceinte de terre de 2 mètres de haut, précédée d'un fossé de 4,50 mètres[note 2].
3. La phase III, voit le renforcement du rempart de terre, avec l'édification à son sommet d'une muraille en pierre et l'érection également en pierre d'une solide tour-porte, avec un niveau probablement érigée sous la minorité de Guillaume.

Le site semble être abandonné au milieu du XIe siècle.

## Visite
Il est possible de faire le tour de l'enceinte, mais pas d'y pénétrer, la propriété est privée.